# Friedhöfe Steinbek
Bei den Friedhöfen Steinbek handelt es sich um zwei Begräbnisplätze in Hamburg. Sie liegen in Kirchsteinbek, einem Ortsteil des Stadtteils Billstedt. Beide unterstehen dem Kirchenkreis Hamburg-Ost, Träger ist die Evangelisch-Lutherische Kirchengemeinde Kirche in Steinbek. Die Anzahl der Grabstellen liegt insgesamt bei circa 4.000. Sowohl der Alte als auch der Neue Friedhof sind mit der Buslinie 32 zu erreichen, die zwischen den Bahnhöfen Billstedt und Allermöhe bzw. Bergedorf verkehrt.

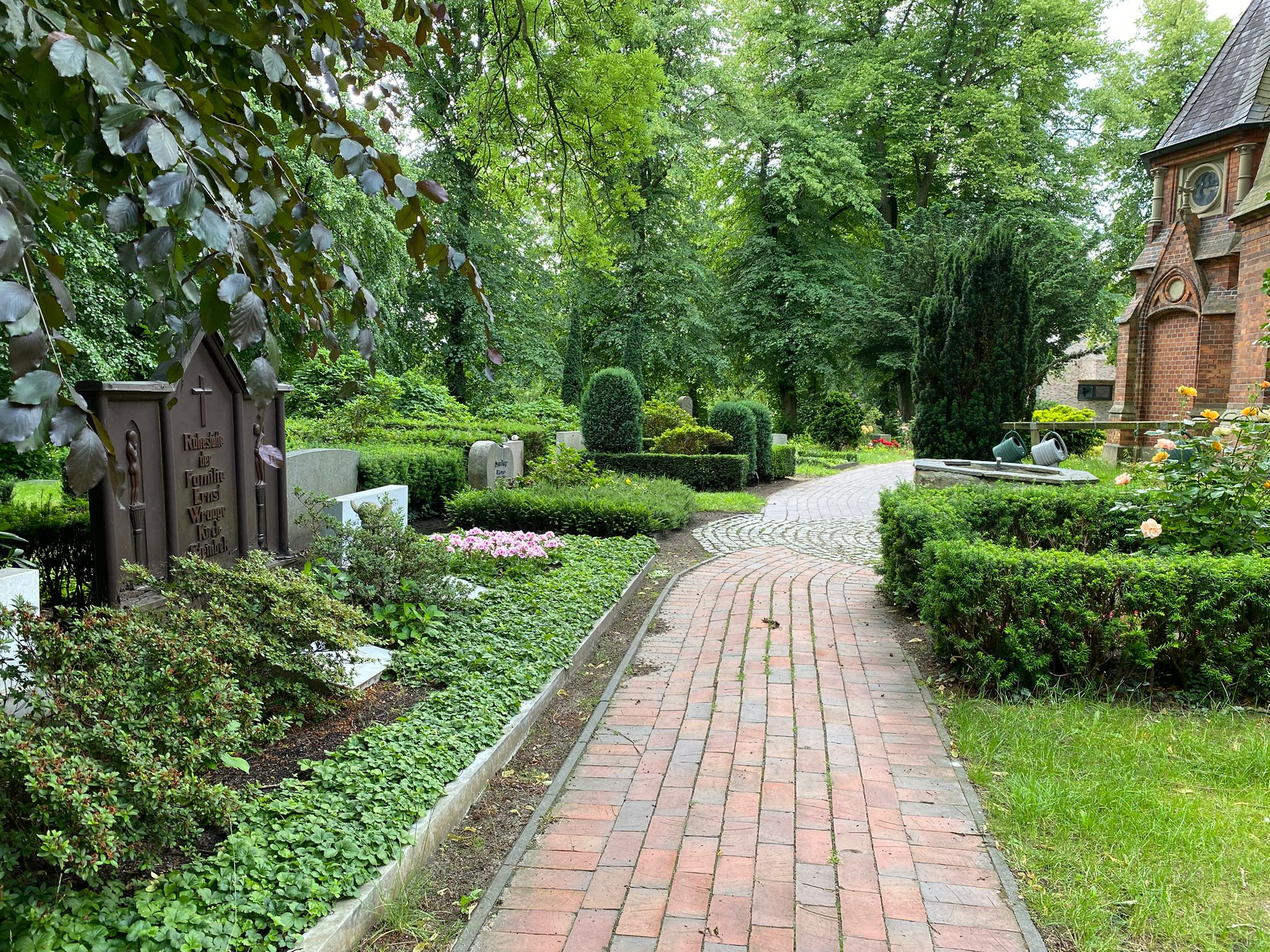
Alter Friedhof

Der Alte Friedhof Steinbek liegt an der Straße Steinbeker Berg (Lage) und erstreckt sich rund um die Steinbeker Kirche mit einer Größe von etwa 0,5 Hektar. Namentliche Erwähnung fand er bereits im Jahr 1239, als beim Bau der ersten Kirche auch ein „Hof für Verstorbene“ angelegt wurde. Das heutige Gotteshaus stammt aus dem Jahr 1883.
Eine Besonderheit ist die Tatsache, dass hier nur Mitglieder der evangelischen Kirche bzw. von Religionsgemeinschaften, die der Arbeitsgemeinschaft Christlicher Kirchen in Hamburg oder Schleswig-Holstein angehören, beigesetzt werden können.

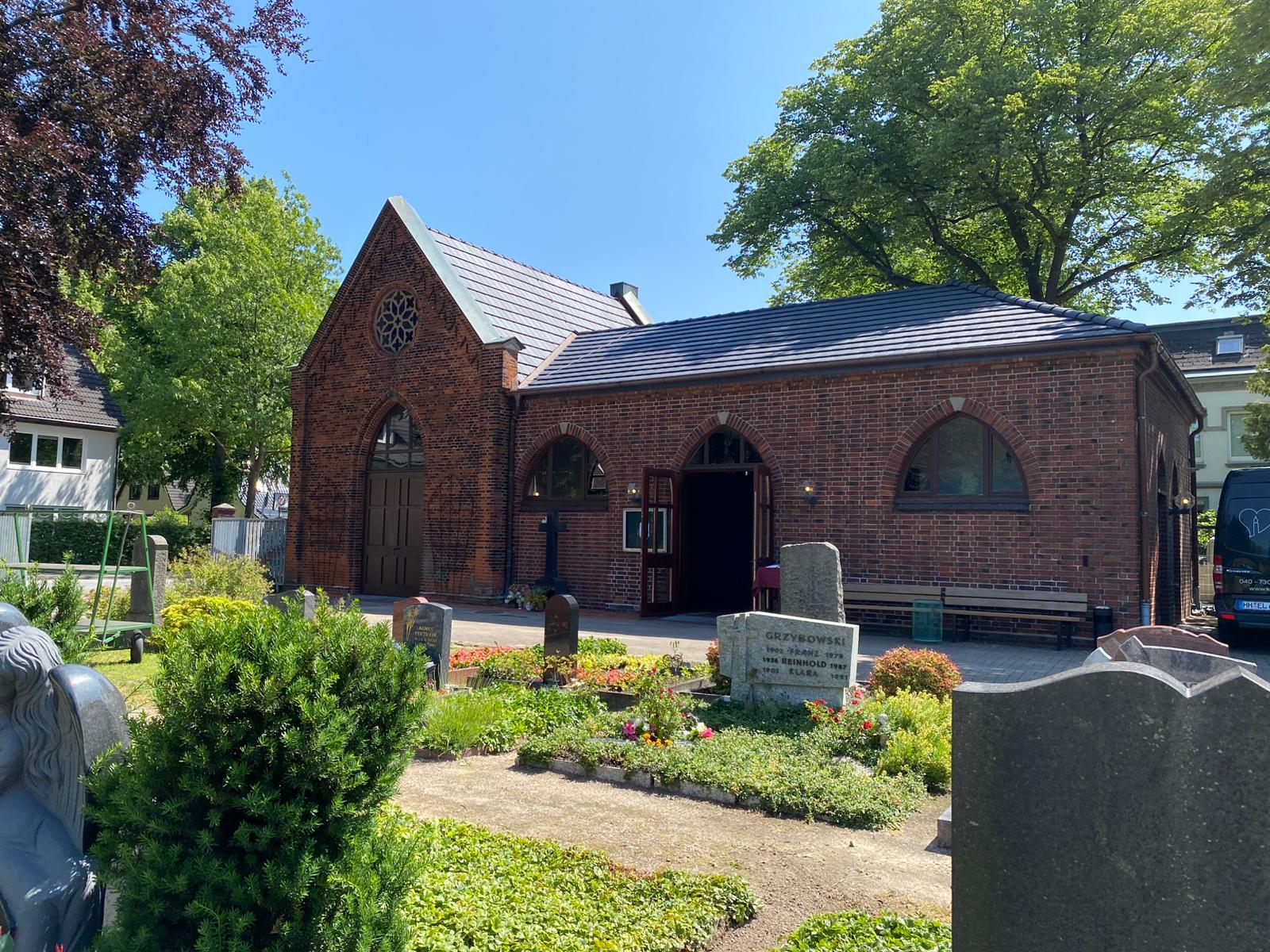
Kapelle auf dem Neuen Friedhof

Der Neue Friedhof Steinbek an der Kapellenstraße ist ungefähr 380 Meter Luftlinie vom Alten Friedhof entfernt (Lage), hat eine Fläche von etwa 4 Hektar und ist für alle Konfessionen offen. Er wurde im Jahr 1874 gegründet, der erste nachweisbare Eintrag ins Sterberegister datiert vom 13. Januar 1874. Im selben Jahr wurde auch die Kapelle fertiggestellt, die Platz für etwa 80 Personen bietet. Das Gelände ist in Quartiere unterteilt, drei Hauptwege führen von nordöstlicher in südwestlicher Richtung, ein weiterer Weg verläuft diagonal von Nordwesten nach Südosten.
Auf dem Neuen Friedhof befinden sich das Friedhofsbüro und das Verwaltungsgebäude für beide Friedhöfe.